# Наводнение на Балканах (2014)
Наводнение началось на Балканах 14 мая 2014 года и охватило большую площадь Юго-Восточной и Центральной Европы. Количество осадков в Боснии и Герцеговине и Сербии было самым крупным за последние 120 лет измерений. По состоянию на 20 мая, в результате наводнений погибло не менее 49 человек, сотни тысяч людей были вынуждены покинуть свои дома. По официальным подсчётам, в Боснии и Герцеговине и Сербии пострадало более полутора миллиона человек после только первой недели наводнений.

## Пострадавшие регионы

Карта выпадения осадков в Европе с 10 по 18 мая 2014 года

Карта пострадавших районов Боснии и Герцеговины, Сербии и Хорватии
Наиболее пострадавшие районы
Менее пострадавшие районы

Наибольший ущерб наводнения нанесли Сербии, а также Боснии и Герцеговине, несколько крупных городов оказались полностью затопленными. В восточной части Хорватии и южной части Румынии наводнения также нанесли ущерб и есть погибшие, в то время как Австрия, Болгария, Венгрия, Италия, Польша и Словакия поражены штормом.

### Сербия
Уже 14 мая 2014 в Белграде выпало 113 мм осадков. Наводнение полностью затопило столицу Сербии — Белград, подтоплены около 100 тыс. домов, о погибших не сообщается. Также в Белграде полностью парализовано транспортное сообщение (закрыты троллейбусы, автобусы и трамваи), прервано железнодорожное сообщение. Россия направила в Белград около 100 спасателей и 45 лодок. Также затоплены сербские города Чачак, Вертица, Крупань, Обреновац, Парачин, Свилайнац, Лазаревац, Осечина и многие другие, там парализовано транспортное и железнодорожное сообщение.

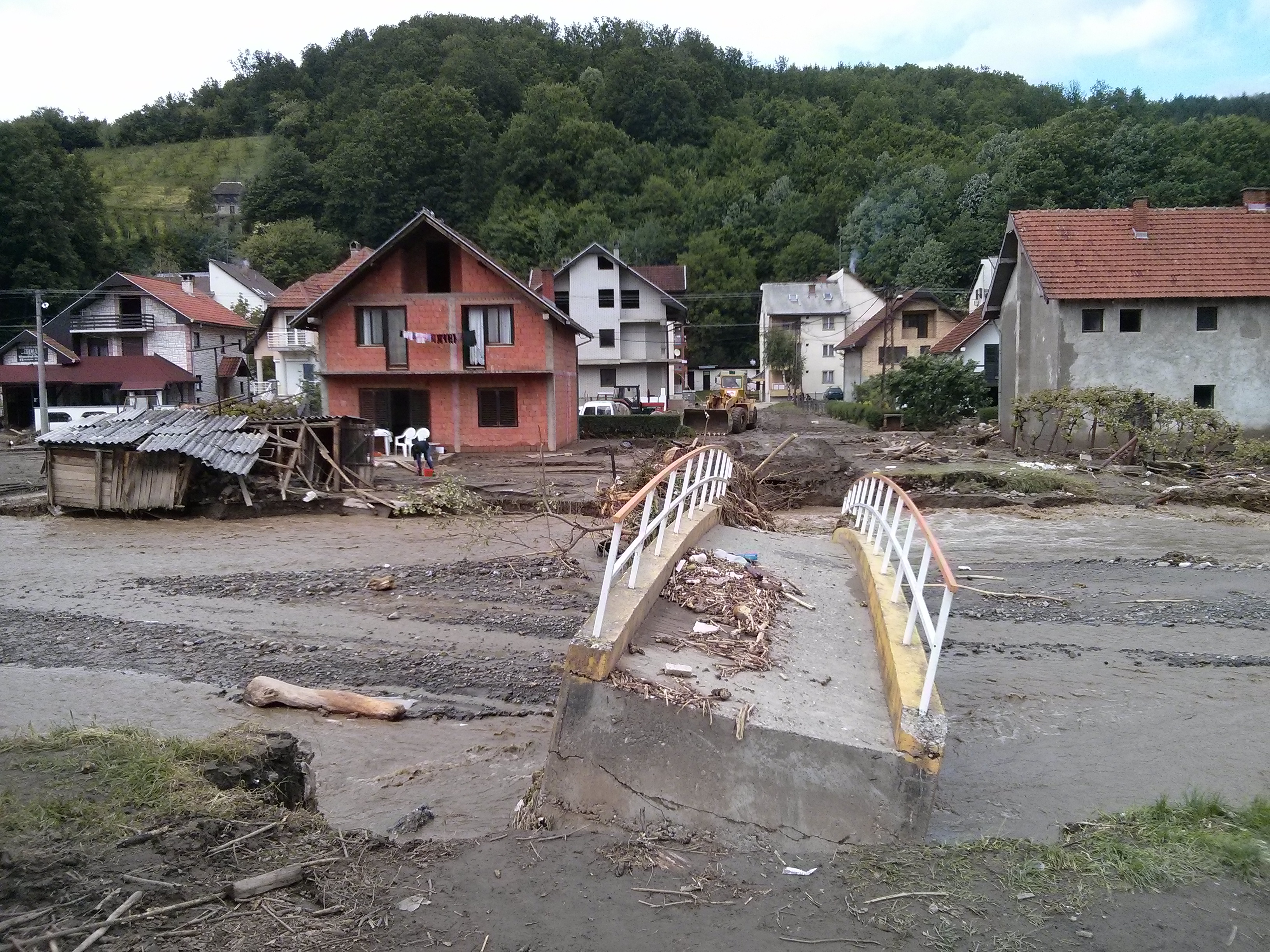
Крупань, Сербия

### Босния и Герцеговина
Наводнение пришло и в Боснию и Герцеговину, затоплен только север Сараево (подтоплено 20 домов), транспортное движение функционирует (но только те маршруты, которые не едут через север).
Телеканал «Россия» в своих новостях от 19 мая сообщил, что уровень воды в некоторых местах Боснии и Герцеговины поднялся до отметки 9 метров. Количество погибших достигло 40 человек.

### Хорватия
Наводнение пришло и в Хорватию. Затопило село Линек, подтоплены около 300 домов (погибших нет). Столицу не затопило.

### Польша
Сообщается, что в результате обильных осадков и выхода из берегов рек подтопленными к 19 мая оказались и несколько городов в Польше. В частности, вышла из берегов река Висла.